# Eparquía de Nuestra Señora del Paraíso en São Paulo
La eparquía de Nuestra Señora del Paraíso en São Paulo (en latín: Eparchia Dominae Nostrae Paradisis S. Pauli Graecorum Melkitarum y en portugués: eparchia di Nossa Senhora do Paraíso em São Paulo) es una circunscripción eclesiástica greco-melquita de la Iglesia católica en Brasil, sufragánea de la arquidiócesis de San Pablo. La eparquía tiene al obispo Edgar Madi como su ordinario desde el 14 de octubre de 2006. 
En el Anuario Pontificio la Santa Sede usa el nombre Nossa Senhora do Paraíso em São Paulo dei Greco-Melkitiy en el sitio web del patriarcado greco-melquita los nombres utilizados son: en francés: Notre-Dame du Paradis à São Paulo y en árabe: نوسا سينيورا دو بارايسو ساو باولو‎.

## Territorio y organización
La eparquía tiene 8 515 770 km² y extiende su jurisdicción sobre los fieles católicos de rito bizantino greco-melquita residentes en todo el territorio de Brasil.
La sede de la eparquía se encuentra en la ciudad de São Paulo, en donde se halla la Catedral de Nuestra Señora del Paraíso.
En 2019 en la eparquía existían 5 parroquias:
- Catedral de Nuestra Señora del Paraíso, en São Paulo. De ella dependen la iglesia de Santa Elena en Votorantim y la capilla de Nuestra Señora de la Ternura, en São Paulo;
- San Basilio y Nuestra Señora del Perpetuo Socorro, en Río de Janeiro;
- Nuestra Señora del Líbano, en Fortaleza (en Ceará);
- San Jorge, en Juiz de Fora (en Minas Gerais);
- Santa Ana, en Taubaté (en el estado de São Paulo). De ella depende la iglesia de San Sebastián en Tremembé.

## Historia
En 1939 arribó a Brasil el sacerdote greco-melquita Elias Coueiter. Los fieles greco-melquita de Brasil dependieron de diócesis latinas hasta que fue erigido el 14 de noviembre de 1951 el ordinariato para los fieles de rito oriental en Brasil mediante el decreto Cum fidelium de la Congregación para las Iglesias Orientales. El mismo decreto designó al arzobispo de Río de Janeiro, Jaime de Barros Câmara, como su primer ordinario. En 1952 Barros Câmara designó al archimandrita Elias Coueiter como vicario general para los greco-melquitas. En 1960 fue consagrado obispo titular de Taua y auxiliar del ordinariato.
La eparquía fue establecida el 29 de noviembre de 1971 mediante la bula Haec romana del papa Pablo VI.

Quam ob rem, cum Sacra Congregatio pro Ecclesiis Orientalibus, post venerabilem Fratrem Maximum V Hakim, Melkitarum Patriarcham, sententiam rogatum, bene fieri censuerit, si in Brasiliana Re publica Eparchia conderetur pro fidelibus ritus Byzantini Melkitarum, Nos id censentes haud parum conferre ad bonurn atque prosperitatem eius coetus fidelium, haec quae sequuntur decernimus atque iubemus. In Brasilia Eparchiam pro fidelibus ritus Byzantini Melkitarum constituimus, cuius erit titulus Dominae Nostrae Paradisi„ sedes in urbe S. Pauli. Eadem praeterea suffraganea subicietur Apostolicae Sedi, ac tamquam eparchiale templum illud habebit, quod est a populo appellatum «Igreja de Nossa Senhora do Paraiso».

## Estadísticas
De acuerdo al Anuario Pontificio 2020 la eparquía tenía a fines de 2019 un total de 4246 230 fieles bautizados.
| Año                                                                             | Población            | Población | Población      | Sacerdotes | Sacerdotes    | Sacerdotes    | Bautizados por sacerdote | Diáconos permanentes | Religiosos | Religiosos | Parroquias |
| Año                                                                             | Bautizados católicos | Total     | % de católicos | Total      | Clero secular | Clero regular | Bautizados por sacerdote | Diáconos permanentes | Varones    | Mujeres    | Parroquias |
| ------------------------------------------------------------------------------- | -------------------- | --------- | -------------- | ---------- | ------------- | ------------- | ------------------------ | -------------------- | ---------- | ---------- | ---------- |
| 1976                                                                            | 48 000               | ?         | ?              | 8          | 5             | 3             | 6000                     |                      | 3          |            | 5          |
| 1980                                                                            | 80 000               | ?         | ?              | 7          | 5             | 2             | 11 428                   |                      | 2          |            | 5          |
| 1987                                                                            | 368 000              | ?         | ?              | 4          | 1             | 3             | 92 000                   |                      | 3          |            | 4          |
| 1999                                                                            | 413 000              | ?         | ?              | 6          | 6             |               | 68 833                   | 4                    |            |            | 5          |
| 2000                                                                            | 413 000              | ?         | ?              | 7          | 7             |               | 59 000                   | 4                    |            |            | 5          |
| 2001                                                                            | 413 000              | ?         | ?              | 6          | 6             |               | 68 833                   | 4                    |            |            | 5          |
| 2002                                                                            | 413 000              | ?         | ?              | 6          | 6             |               | 68 833                   | 4                    |            |            | 5          |
| 2003                                                                            | 418 000              | ?         | ?              | 8          | 8             |               | 52 250                   | 4                    |            |            | 5          |
| 2004                                                                            | 418 000              | ?         | ?              | 8          | 8             |               | 52 250                   | 4                    |            |            | 5          |
| 2009                                                                            | 420 000              | ?         | ?              | 13         | 10            | 3             | 32 307                   | 3                    | 6          | 5          | 5          |
| 2013                                                                            | 436 000              | ?         | ?              | 11         | 7             | 4             | 39 636                   | 3                    | 4          |            | 5          |
| 2016                                                                            | 446 600              | ?         | ?              | 9          | 7             | 2             | 49 622                   | 3                    | 2          | 2          | 4          |
| 2019                                                                            | 424 230              |           |                | 4          | 4             |               | 106 057                  | 2                    |            | 7          | 5          |
| Fuente: Catholic-Hierarchy, que a su vez toma los datos del Anuario Pontificio. |                      |           |                |            |               |               |                          |                      |            |            |            |

## Episcopologio
- Elias Coueter † (29 de noviembre de 1971-22 de junio de 1978 retirado)
- Spiridon Mattar (22 de junio de 1978-20 de abril de 1990 renunció)
- Pierre Mouallem, S.M.S.P. (20 de abril de 1990-29 de julio de 1998 nombrado archieparca de Acre)
- Fares Maakaroun (18 de diciembre de 1999-21 de julio de 2014 renunció)
- Joseph Gébara (21 de julio de 2014 por sucesión-20 de febrero de 2018 nombrado archieparca de Petra y Filadelfia)
  - Sérgio de Deus Borges[6] (23 de mayo de 2018-17 de junio de 2019) (administrador apostólico)
- Georges Khoury, desde el 17 de junio de 2019